# Damo
Damo wird in antiken Quellen als Tochter des Philosophen Pythagoras von Samos und seiner Gattin Theano erwähnt. Demnach müsste ihre Lebenszeit ins späte 6. und ins 5. Jahrhundert v. Chr. fallen. Allerdings bestehen starke Zweifel an ihrer Existenz.
Die älteste Quelle, die Damos Namen nennt, ist der „Lysisbrief“, einer der pseudepigraphen (falschen Verfassern zugeschriebenen) angeblichen Pythagoreerbriefe, die in der römischen Kaiserzeit verbreitet waren. In dem fiktiven Brief beklagt der angebliche Verfasser, der Pythagoreer Lysis, die Veröffentlichung philosophischer Lehren, die nach seiner Überzeugung als vertraulich behandelt werden sollten. Er behauptet, Pythagoras habe seine Aufzeichnungen seiner Tochter Damo anvertraut und ihr die Anweisung erteilt, den Inhalt nur Familienangehörigen zugänglich zu machen. Damo habe sich daran gehalten, obwohl ihr eine Weitergabe viel Geld eingebracht hätte; später habe sie ihrerseits die Schriften ihrer Tochter Bistala mit demselben Auftrag hinterlassen. Dies steht in Widerspruch zu einer anderen Überlieferung, wonach Pythagoras keinerlei Schriften verfasste. Vermutlich wurde der Lysisbrief eigens zu dem Zweck erfunden, einem unter Pythagoras’ Namen gefälschten Werk Glaubwürdigkeit zu verschaffen.
Auf den Lysisbrief beruft sich der Doxograph Diogenes Laertios, der die Stelle mit der Erwähnung Damos zitiert. Auch der Neuplatoniker und Neupythagoreer Iamblichos von Chalkis stützt sich auf die vom Lysisbrief ausgehende Tradition; er bietet eine etwas erweiterte Variante des Berichts.
Ein historischer Kern der legendenhaften Überlieferung dürfte in dem Umstand bestehen, dass anscheinend bei den Pythagoreern Frauen eine für damalige Verhältnisse relativ prominente Rolle spielten und als Philosophinnen hervortraten.